# Aoi Tsukasa
Aoi Tsukasa (Osaka, 14 agosto 1990) è una modella e attrice pornografica giapponese.

## Vita e carriera

### Origini e carriera televisiva
Nata ad Osaka nel 1990, debutta principalmente come attrice gravure nel 2008. Nel dicembre del 2009 viene pubblicato il primo video come modella gravure, seguito da un secondo nel 2010.
Nel 2014 interpreta una parte nel film Naked Ambition 2.
Nel 2015 viene presentata come cantante di seconda generazione nel gruppo Ebisu Muscats.

### Carriera AV
Nell'agosto del 2010 posa per la prima in nudo per un set fotografico pubblicato nel magazine Bejean, mentre nel settembre dello stesso anno viene ufficialmente lanciata nell'industria pornografica con il proprio film di debutto "Absolute Girl Aoi Tsukasa", uscito nell'ottobre del 2010.
Nel febbraio del 2011 viene inserita nella copertina del magazine Saizo, divenendo così la prima attrice AV ad essere scelta per la copertina.
Nel febbraio dell'anno successivo viene eletta vincitrice del premio FLASH Award durante l'Adult Broadcasting Award.
Nel 2013 appare nel drama taiwanese True Love 365, trasmessa dall'emittente TVBS.
Nel 2016 riceve il premio Special Presenter Award conferito dalla DMM Adult Award.